# Сандерсон, Айвен
А́йвен Те́ренс Са́ндерсон (англ. Ivan Terence Sanderson; 30 января 1911, Эдинбург — 19 февраля 1973, Нью-Джерси) — британо-американский натуралист, криптозоолог, писатель и путешественник.

## Биография
В юности Сандерсон много путешествовал, учился в Итонском колледже. В 17 лет отправился в годичное кругосветное путешествие, уделив особенно много внимания Азии. С отличием учился в Кэмбридже, где получил степень бакалавра зоологии, а затем магистра ботаники и геологии. В 1936—1938 годах Сандерсон посетил Тринидад, Гаити и Суринам.
Во время Второй мировой войны работал в британской военно-морской разведке в странах Карибского бассейна. Закончил войну в качестве пресс-агента в Нью-Йорке.
Впоследствии стал гражданином США.
С 1948 года стал появляться в качестве натуралиста на американском радио и телевидении, публиковал статьи в прессе. Заинтересовавшись криптозоологией (придумал само слово «криптозоология»), много сделал, как для её популяризации, так и для популяризации ряда «неуместных артефактов» (придумал сам термин «неуместный артефакт»), например, «доколумбовых самолётов».
Сандерсон заявлял, что лично являлся свидетелем встречи с конгамато в Камеруне.
Я поднял голову, и невольно вскрикнул, машинально погрузившись в воду. Всего в нескольких метрах над водой что-то черное размером с орла неслось прямо на меня. Мне достаточно было одного взгляда, чтобы различить отвисшую нижнюю челюсть с полукружием острых зубов, отделенных друг от друга расстоянием в один зуб.
Скончался от рака в своём доме в Нью-Джерси в возрасте 62 лет.

## Книги
Автор ряда книг о путешествиях и книг по криптозоологии, из которых на русском языке доступны следующие издания:
- «Сокровища животного мира» («Animal Treasure», 1937). Книга описывает путешествие автора в Западную Африку[5].
- «Карибские сокровища» («Caribbean Treasure», 1939). Книга описывает путешествие автора в Центральную и Южную Америку[6].
- «Книга Великих Джунглей» («Book of Great Jungles», 1965) представляет собой рассказ о джунглях вообще[7].
- «Тайны снежного человека» («Abominable Snowmen: Legend Come to Life») — хронологическое изложение информации, известной о реликтовых гоминидах[8].
- «Твари» — книга посвящена загадкам криптозоологии[9].